# Russell Brookes
Russell Brookes (Redditch, 16 agosto 1945 – 30 ottobre 2019) è stato un pilota di rally britannico.

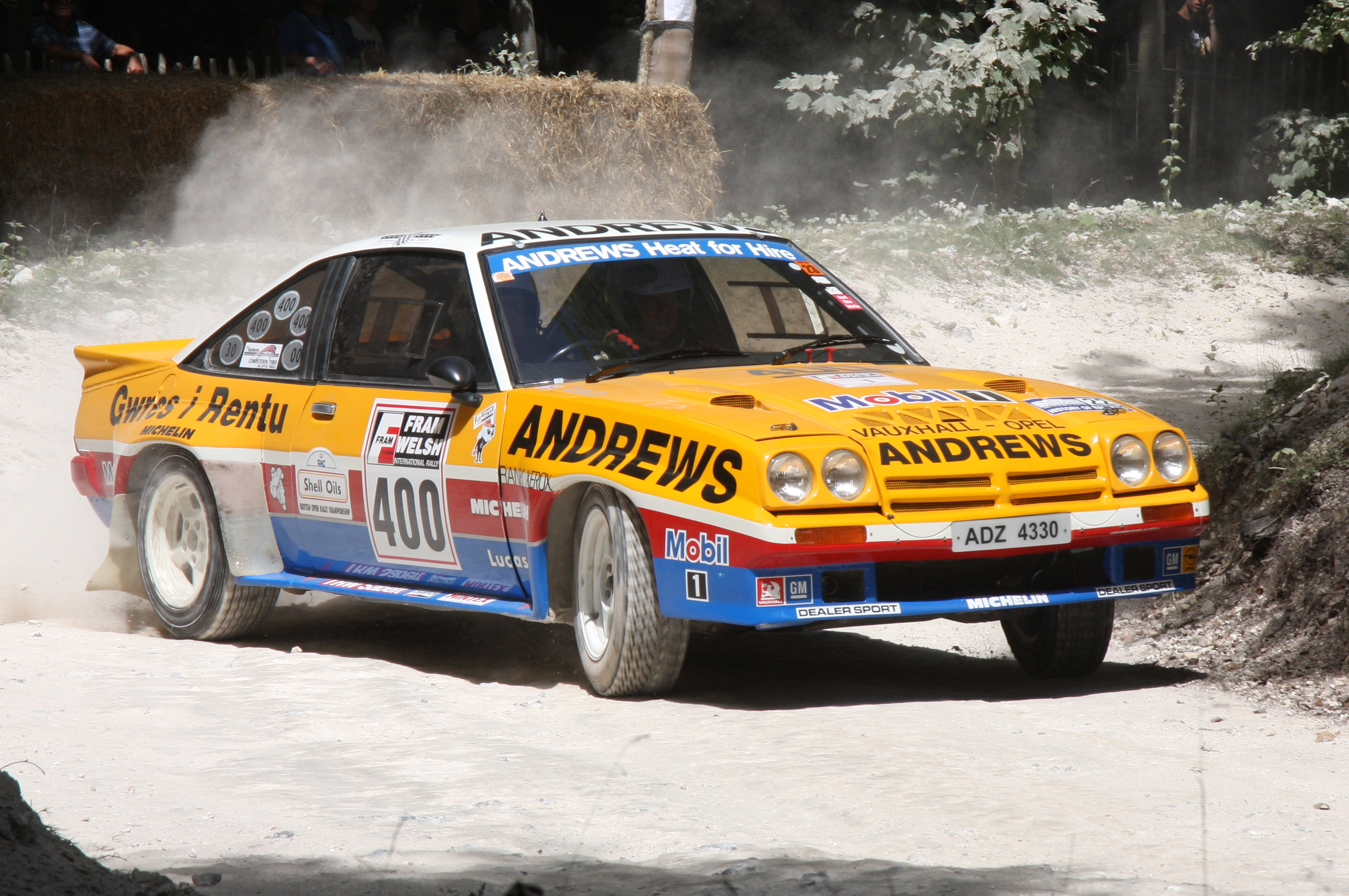
Opel Manta 400 di Russell Brookes

Ha vinto il British Rally Championship nel 1977 su una Ford Escort RS1800 nel 1985 con una Opel Manta 400. Nel 1978, ha vinto il Rally di Nuova Zelanda, gara della Coppa FIA per piloti. Nel World Rally Championship, è salito sul podio del Rally RAC tre volte di seguito dal 1977 al 1979

## Palmarès
British Rally Championship
- 1977 su Ford Escort RS1800
- 1985 su Opel Manta 400

## Risultati nel mondiale rally

### ICM
- 1970 - Austin Cooper S - ? al Rally di Gran Bretagna
- 1971 - Austin Cooper S 1293 - 83° al Rally di Gran Bretagna
- 1972 - BMC Mini Cooper S - Ritirato al Rally di Gran Bretagna

### WRC
| 1973 | Scuderia | Vettura                 |  |  |  |  |  |  |  |  |  |  |  |     |  |  |  |  | Punti | Pos. |
| ---- | -------- | ----------------------- |  |  |  |  |  |  |  |  |  |  |  | --- |  |  |  |  | ----- | ---- |
| 1973 |          | Ford Escort RS 1600 MKI |  |  |  |  |  |  |  |  |  |  |  | Rit |  |  |  |  |       |      |

| 1974 | Scuderia | Vettura                 |  |  |  |  |  |  |     |  |  |  |  |  |  |  |  |  | Punti | Pos. |
| ---- | -------- | ----------------------- |  |  |  |  |  |  | --- |  |  |  |  |  |  |  |  |  | ----- | ---- |
| 1974 |          | Ford Escort RS 2000 MKI |  |  |  |  |  |  | Rit |  |  |  |  |  |  |  |  |  |       |      |

| 1975 | Scuderia | Vettura                  |  |  |  |  |  |  |  |  |  |     |  |  |  |  |  |  | Punti | Pos. |
| ---- | -------- | ------------------------ |  |  |  |  |  |  |  |  |  | --- |  |  |  |  |  |  | ----- | ---- |
| 1975 |          | Ford Escort RS 1800 MKII |  |  |  |  |  |  |  |  |  | Rit |  |  |  |  |  |  |       |      |

| 1976 | Scuderia | Vettura                  |  |  |  |  |  |  |  |  |  |     |  |  |  |  |  |  | Punti | Pos. |
| ---- | -------- | ------------------------ |  |  |  |  |  |  |  |  |  | --- |  |  |  |  |  |  | ----- | ---- |
| 1976 |          | Ford Escort RS 1800 MKII |  |  |  |  |  |  |  |  |  | Rit |  |  |  |  |  |  |       |      |

| 1977 | Scuderia | Vettura                  |  |  |  |  |  |  |  |  |  |     |   |  |  |  |  |  | Punti | Pos. |
| ---- | -------- | ------------------------ |  |  |  |  |  |  |  |  |  | --- | - |  |  |  |  |  | ----- | ---- |
| 1977 |          | Ford Escort RS 1800 MKII |  |  |  |  |  |  |  |  |  | Rit | 3 |  |  |  |  |  |       |      |

| 1978 | Scuderia | Vettura                  |  |  |  |  |  |  |  |  |  |  |   |  |  |  |  |  | Punti | Pos. |
| ---- | -------- | ------------------------ |  |  |  |  |  |  |  |  |  |  | - |  |  |  |  |  | ----- | ---- |
| 1978 |          | Ford Escort RS 1800 MKII |  |  |  |  |  |  |  |  |  |  | 3 |  |  |  |  |  |       |      |

| 1979 | Scuderia | Vettura                  |  |  |  |  |  |  |  |  |  |  |   |  |  |  |  |  | Punti | Pos. |
| ---- | -------- | ------------------------ |  |  |  |  |  |  |  |  |  |  | - |  |  |  |  |  | ----- | ---- |
| 1979 |          | Ford Escort RS 1800 MKII |  |  |  |  |  |  |  |  |  |  | 2 |  |  |  |  |  | 15    | 16º  |

| 1980 | Scuderia              | Vettura              |  |  |  |  |  |  |  |  |  |  |   |  |  |  |  |  | Punti | Pos. |
| ---- | --------------------- | -------------------- |  |  |  |  |  |  |  |  |  |  | - |  |  |  |  |  | ----- | ---- |
| 1980 | Andrews Heat for Hire | Talbot Sunbeam Lotus |  |  |  |  |  |  |  |  |  |  | 4 |  |  |  |  |  | 10    | 25º  |

| 1981 | Scuderia              | Vettura              |  |  |  |  |  |  |  |  |  |  |  |     |  |  |  |  | Punti | Pos. |
| ---- | --------------------- | -------------------- |  |  |  |  |  |  |  |  |  |  |  | --- |  |  |  |  | ----- | ---- |
| 1981 | Andrews Heat for Hire | Talbot Sunbeam Lotus |  |  |  |  |  |  |  |  |  |  |  | Rit |  |  |  |  | 0     |      |

| 1982 | Scuderia              | Vettura                    |  |  |  |  |  |  |  |  |   |  |  |   |  |  |  |  | Punti | Pos. |
| ---- | --------------------- | -------------------------- |  |  |  |  |  |  |  |  | - |  |  | - |  |  |  |  | ----- | ---- |
| 1982 | Andrews Heat for Hire | Vauxhall Chevette 2300 HSR |  |  |  |  |  |  |  |  | 6 |  |  | 6 |  |  |  |  | 12    | 22º  |

| 1983 | Scuderia              | Vettura                    |  |  |  |  |  |  |  |  |  |  |  |   |  |  |  |  | Punti | Pos. |
| ---- | --------------------- | -------------------------- |  |  |  |  |  |  |  |  |  |  |  | - |  |  |  |  | ----- | ---- |
| 1983 | Andrews Heat for Hire | Vauxhall Chevette 2300 HSR |  |  |  |  |  |  |  |  |  |  |  | 5 |  |  |  |  | 8     | 21º  |

| 1984 | Scuderia              | Vettura        |  |  |  |  |  |  |  |  |  |  |  |   |  |  |  |  | Punti | Pos. |
| ---- | --------------------- | -------------- |  |  |  |  |  |  |  |  |  |  |  | - |  |  |  |  | ----- | ---- |
| 1984 | Andrews Heat for Hire | Opel Manta 400 |  |  |  |  |  |  |  |  |  |  |  | 5 |  |  |  |  | 8     | 24º  |

| 1985 | Scuderia       | Vettura        |  |  |  |  |  |  |  |  |  |  |  |   |  |  |  |  | Punti | Pos. |
| ---- | -------------- | -------------- |  |  |  |  |  |  |  |  |  |  |  | - |  |  |  |  | ----- | ---- |
| 1985 | Opel Euro Team | Opel Manta 400 |  |  |  |  |  |  |  |  |  |  |  | 8 |  |  |  |  | 3     | 51º  |

| 1986 | Scuderia        | Vettura        |  |  |  |  |  |  |  |  |  |  |  |     |  |  |  |  | Punti | Pos. |
| ---- | --------------- | -------------- |  |  |  |  |  |  |  |  |  |  |  | --- |  |  |  |  | ----- | ---- |
| 1986 | GM Dealer Sport | Opel Manta 400 |  |  |  |  |  |  |  |  |  |  |  | Rit |  |  |  |  | 0     |      |

| 1987 | Scuderia | Vettura             |  |  |  |  |  |  |  |  |  |  |  |  |     |  |  |  | Punti | Pos. |
| ---- | -------- | ------------------- |  |  |  |  |  |  |  |  |  |  |  |  | --- |  |  |  | ----- | ---- |
| 1987 |          | Lancia Delta HF 4WD |  |  |  |  |  |  |  |  |  |  |  |  | Rit |  |  |  | 0     |      |

| 1988 | Scuderia | Vettura                 |  |  |  |  |  |  |  |  |  |  |  |  |     |  |  |  | Punti | Pos. |
| ---- | -------- | ----------------------- |  |  |  |  |  |  |  |  |  |  |  |  | --- |  |  |  | ----- | ---- |
| 1988 |          | Ford Sierra RS Cosworth |  |  |  |  |  |  |  |  |  |  |  |  | Rit |  |  |  | 0     |      |

| 1989 | Scuderia                          | Vettura                 |  |  |  |  |  |  |  |  |  |  |  |  |     |  |  |  | Punti | Pos. |
| ---- | --------------------------------- | ----------------------- |  |  |  |  |  |  |  |  |  |  |  |  | --- |  |  |  | ----- | ---- |
| 1989 | Andrews Sykes Ford Champions Team | Ford Sierra RS Cosworth |  |  |  |  |  |  |  |  |  |  |  |  | Rit |  |  |  | 0     |      |

| 1990 | Scuderia                      | Vettura                     |  |  |  |  |  |  |  |  |  |  |  |    |  |  |  |  | Punti | Pos. |
| ---- | ----------------------------- | --------------------------- |  |  |  |  |  |  |  |  |  |  |  | -- |  |  |  |  | ----- | ---- |
| 1990 | Rally Engineering Development | Ford Sierra RS Cosworth 4x4 |  |  |  |  |  |  |  |  |  |  |  | 36 |  |  |  |  | 0     |      |

| 1992 | Scuderia | Vettura                     |  |  |  |  |  |  |  |  |  |  |  |  |  |    |  |  | Punti | Pos. |
| ---- | -------- | --------------------------- |  |  |  |  |  |  |  |  |  |  |  |  |  | -- |  |  | ----- | ---- |
| 1992 |          | Ford Sierra RS Cosworth 4x4 |  |  |  |  |  |  |  |  |  |  |  |  |  | 13 |  |  | 0     |      |

| 1994 | Scuderia | Vettura           |  |  |  |  |  |  |  |  |  |    |  |  |  |  |  |  | Punti | Pos. |
| ---- | -------- | ----------------- |  |  |  |  |  |  |  |  |  | -- |  |  |  |  |  |  | ----- | ---- |
| 1994 |          | Rover Mini Cooper |  |  |  |  |  |  |  |  |  | 72 |  |  |  |  |  |  | 0     |      |

| Legenda | 1º posto | 2º posto | 3º posto | A punti | Senza punti | Ritirato | Squalificato | NP=Non partito C=Gara cancellata | Apice=Power stage |

### 2-L WC
| 1994 | Scuderia | Vettura           |  |  |  |  |  |  |  |  |  |    |  |  |  |  |  |  | Punti | Pos. |
| ---- | -------- | ----------------- |  |  |  |  |  |  |  |  |  | -- |  |  |  |  |  |  | ----- | ---- |
| 1994 |          | Rover Mini Cooper |  |  |  |  |  |  |  |  |  | 23 |  |  |  |  |  |  | 0     |      |

| Legenda | 1º posto | 2º posto | 3º posto | A punti | Senza punti | Ritirato | Squalificato | NP=Non partito C=Gara cancellata | Apice=Power stage |